# أندريا شريتش
أندريا شريتش (بالكرواتية: Andrea Šerić)‏ مواليد 1985 في كرواتيا، هي لاعبة كرة يد كرواتية. مثلت منتخب كرواتيا لكرة اليد للسيدات. شاركت في دورة الألعاب الأولمبية الصيفية سنة 2012.

## سجل المنافسة
شاركت في البطولات التالية:
- الألعاب الأولمبية الصيفية 2012
- بطولة العالم لكرة اليد للسيدات 2011

## روابط خارجية
- أندريا شريتش على موقع الاتحاد الأوروبي لكرة اليد (الإنجليزية)
- أندريا شريتش على موقع أوليمبيديا (الإنجليزية)